# Dongfeng KC
Dongfeng KC або Dongfeng Hercules — сімейство важких вантажівок призначених для будівництва китайської компанії Dongfeng Motor.
Автомобілі Dongfeng KC комплектуються дизельними двигунами Dongfeng об'ємом 7–11 літра потужністю 290-420 к.с. (Євро-2 - Євро-5). Кабіну було розроблено на основі кабіни моделі Nissan Diesel Quon.

## Модифікації

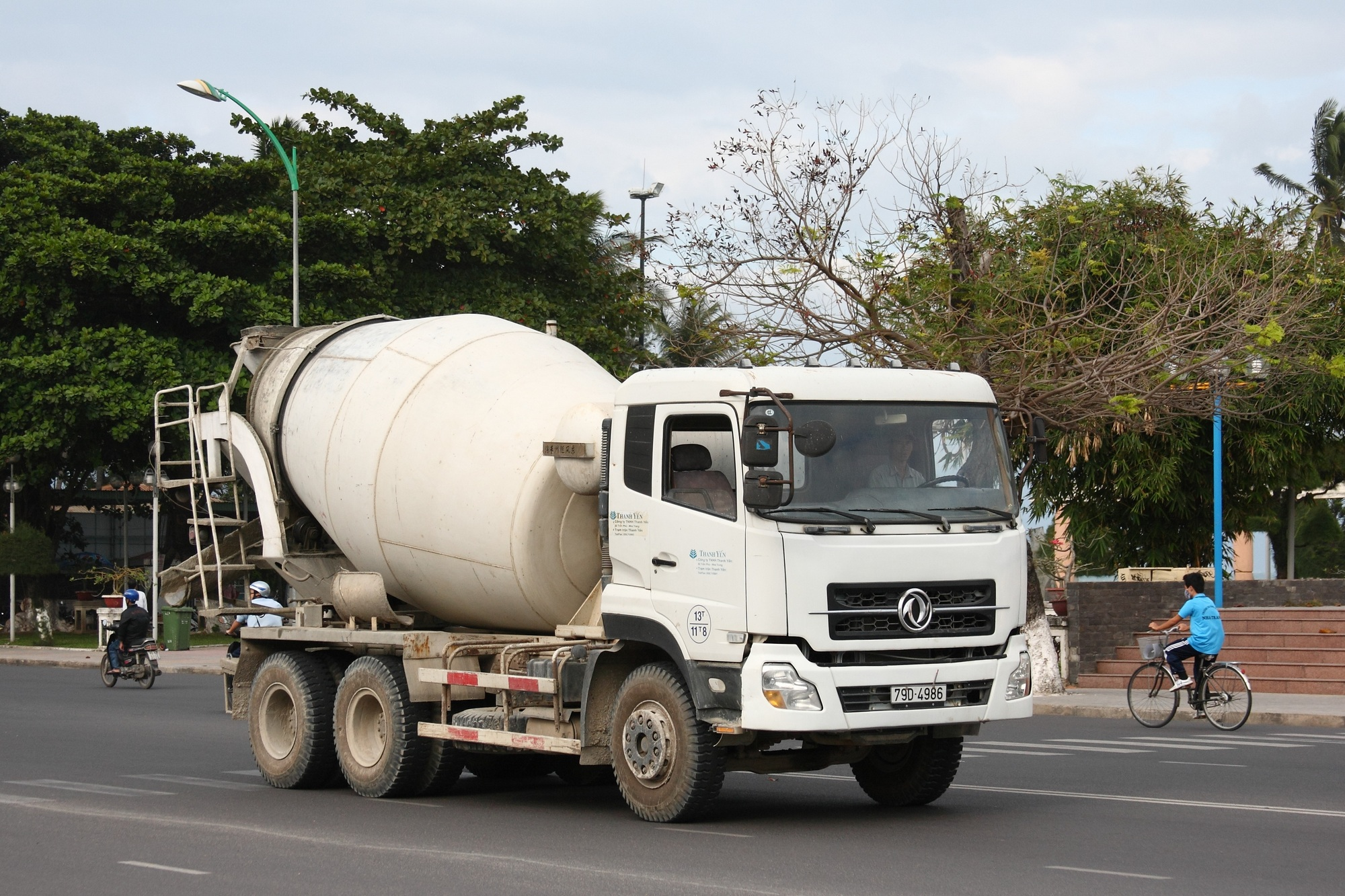
Бетоновоз DongFeng DFL5251

- DongFeng DFL3251AXA — самоскид з колісною формулою 6х6
- DongFeng DFL3251A — самоскид з колісною формулою 6х4
- DongFeng DFL3251A1 — самоскид з колісною формулою 6х4
- DongFeng DFL3250A — самоскид з колісною формулою 6х4
- DongFeng DFL3250AW — самоскид з колісною формулою 6х4, двигун Cummins ISLe340 50 340 к.с.
- DongFeng DFL3258A12 — самоскид з колісною формулою 6х4
- DongFeng DFL3310A — самоскид з колісною формулою 8х4
- DongFeng DFL5251 — бетоновоз з колісною формулою 6х4